# Édouard Souberbielle
Pour les articles homonymes, voir Souberbielle.
Édouard Souberbielle, né le 17 juin 1899 à Tarbes et mort le 29 janvier 1986 à Clamart, est un organiste, maître de chapelle et professeur français.

## Biographie
Jacques Auguste Édouard Souberbielle étudie d’abord avec sa mère, ancienne élève d’Émile Delaborde, fils de Charles-Valentin Alkan.
Il poursuit ses études à la Schola Cantorum avec Abel Decaux, Maurice Sergent, et Louis Vierne.
En 1925, il obtient un 1er Prix d’harmonie (Jules Mouquet) et un 1er Prix d'orgue (Eugène Gigout) au Conservatoire de Paris.
Durant sa carrière, il est maître de chapelle ou organiste de plusieurs églises à Paris : Notre-Dame-de-la-Croix de Ménilmontant et St-Léon, puis St-Ambroise (1929-43), et enfin St-Pierre-de-Chaillot et St-Joseph-des-Carmes.
Il épouse Madeleine, fille de Léon Bloy. Ils eurent un fils, Léon Souberbielle (1923-1991), organiste, maître de chapelle, auteur d’un ouvrage sur « Le Plein-Jeu de l’Orgue Français à l'époque classique (1660 - 1740) », 1977 (rééd. Delatour).
À partir de 1926, il enseigne l’orgue à la Schola Cantorum, puis à l’École supérieure de musique César-Franck à partir de 1935, et à l’Institut catholique de Paris (Institut grégorien) à partir de 1943. Il a formé nombre d’organistes de premier plan : Arsène Bedois, Francis Chapelet, Michel Chapuis, Lynne Davis, Jacques Dussouil, André Isoir, Antoine Silbertin-Blanc, Thierry Martin, Philippe Sauvage, Jean-Albert Villard, Odile Bailleux, Michel Louet, le compositeur et organiste Marcel Joseph Godard, etc.

## Œuvres publiées
- Jeux d'enfants pour piano, Delatour France (2012).  (EAN 9790232107240)
- Divertissement pour quatuor à cordes, Delatour France (2012).  (EAN 9790232107257)